# Assedio di Maastricht (1673)
L'assedio di Maastricht del 1673 è un episodio della Guerra d'Olanda durante il quale Luigi XIV di Francia attaccò la città per conquistare i Paesi Bassi per lavare l'offesa derivante dalle umilianti condizioni imposte dalla Triplice Alleanza a seguito del precedente tentativo di conquistare i Paesi Bassi spagnoli.

## Introduzione
Dopo aver fatto credere al nemico di voler attaccare Bruxelles e Gand, nel maggio 1672 l'esercito francese arrivò a Maastricht (che all'epoca era un condominio tra le Province Unite e il Principato vescovile di Liegi). Luigi XIV oltrepassò la città proseguendo la sua avanzata. Nel 1673 quando le linee di rifornimento francesi rischiavano di essere interrotte dalle truppe olandesi, il re francese decise di conquistare la città.

## L'assedio
L'assedio cominciò l'11 giugno. Il comandante francese Sèbastien Vauban ordinò di bombardare le mura della città e fece scavare dei tunnel sotterranei per posizionare delle bombe sotto le fortificazioni di Maastricht.
Il 24 giugno, festa di San Giovanni Battista, Luigi XIV decise di scatenare un grande attacco per poter assistere alla messa nella cattedrale di Maastricht. Sotto il comando di Charles de Batz-Castelmore conte d’Artagnan la compagnia dei moschettieri tentò di entrare nella città. Luigi XIV ordinò dunque un intenso bombardamento della città che, dopo un'ulteriore settimana d'assedio, capitolò.
Con il Trattato di Nimega, che pose fine alla guerra tra Francia e Paesi Bassi, Maastricht venne restituita agli olandesi che in cambio dovettero cedere a Luigi XIV una serie di città precedentemente poste sotto la sovranità degli Asburgo.

## Curiosità
Il romanziere francese Gatien de Courtilz de Sandras ha narrato le gesta del conte d'Artagnan, capo dei moschettieri. A questi racconti si è ispirato Alexandre Dumas, per creare il personaggio di d'Artagnan, nel famoso romanzo I tre moschettieri.